# فرنسيسكو خافيير بيرميغو
فرنسيسكو خافيير بيرميغو (بالإسبانية: Francisco Javier Bermejo)‏ هو لاعب كرة قدم إسباني، ولد في 9 مارس 1955 في بطليوس في إسبانيا. لعب مع أتلتيكو مدريد ونادي كاستييون.

## وصلات خارجية
- فرنسيسكو خافيير بيرميغو على موقع أوليمبيديا (الإنجليزية)